# 1992 w sztukach plastycznych
Wydarzenia w sztukach plastycznych i wizualnych w 1992 roku.

## Wydarzenia
- W Kassel odbyła się międzynarodowa wystawa sztuki współczesnej documenta 9
- W Madrycie otwarto Muzeum Narodowe Centrum Sztuki Królowej Zofii[1].

## Fotografia
- Philip-Lorca diCorcia

Eddie Anderson; 21 Years Old; Houston, Texas; $20 (1990-1992) – kolor, 60x91,1 cm. Kolekcja Museum of Modern Art

## Rzeźba
- Władysław Hasior

Chleb polski – asamblaż z cyklu Kapliczki domowe

## Instalacja
- Mona Hatoum

Beztroskie zdanie
- Willie Cole

Domestic I.D., IV. – podpisane części od żelazka, rozmieszczone na arkuszu papierowym, podpisane i umieszczone w ramie okiennej, 88,9x81,3x3,5 cm. Kolekcja Museum of Modern Art

## Nagrody
- Nagroda im. Jana Cybisa – Zbigniew Makowski
- Nagroda Turnera – Grenville Davey[6]
- Nagroda Oskara Kokoschki – Agnes Martin[7]
- Nagroda Krytyki Artystycznej im. Jerzego Stajudy – Piotr Piotrowski za książkę Dekada[8]
- World Press Photo – David Turnley[9]

## Zmarli
- Kazimierz Kopczyński (ur. 1908), polski malarz
- Juliusz Krajewski (ur. 1905), polski malarz
- Włodzimierz Zakrzewski (ur. 1916), polski malarz, grafik, plakacista
- Stanisław Wójcik (ur. 1919), polski malarz, grafik
- 28 kwietnia – Francis Bacon (ur. 1909), brytyjski malarz
- 18 czerwca – Mordechaj Ardon (ur. 1896), izraelski malarz
- 14 lipca – Władysław Klamerus (ur. 1956), polski rzeźbiarz, malarz
- 23 sierpnia – Zbigniew Jan Krygowski (ur. 1904), polski rzeźbiarz, malarz
- 25 września – César Manrique (ur. 1919), hiszpański malarz, rzeźbiarz, architekt
- 25 października – Teresa Roszkowska (ur. 1904), polska malarka
- 27 listopada – Ivan Generalić (ur. 1914), chorwacki malarz
- 31 grudnia – César Domela Nieuwenhuis (ur. 1900), holenderski malarz, grafik, fotograf